# Martin Allen
Martin James Allen, angleški nogometaš in trener, * 14. avgust 1965, Reading, Berkshire, Anglija, Združeno kraljestvo. 
Izhaja iz nogometne družine; njegovi bratranci (Paul Allen, Bradley Allen in Clive Allen) in oče (Denis Allen) so vsi (bili) nogometaši.